# Skaz
Skaz (ros. сказ od сказа́ть „powiedzieć” od каза́ть „mówić; opowiadać”) – jedna z form narracji ludowej literatury rosyjskiej, naśladująca żywą mowę lub, wedle słów Borisa Eichenbauma, stanowiąca iluzję narracji mówionej, w której uwidacznia się nastawienie na słowo narratora, natomiast konstrukcja fabularna schodzi na dalszy plan, ustępując miejsca konkretności słowa.
Szczegółową teorię skazu rozwinął Eichenbaum w rozprawach Jak jest zrobiony Płaszcz Gogola (1919), Illuzija skaza (1924) oraz Leskow i proza współczesna (1925).